# 1340
Năm 1340 (Số La Mã: MCCCXL) là một năm nhuận bắt đầu từ ngày thứ bảy trong lịch Julius.

## Sinh
- 5 tháng 3 - Cansignorio della Scala, Chúa Verona (mất 1375)
- 6 tháng 3 - John của Gaunt, 1 Công tước của Lancaster (mất 1399)
- Tháng mười - Geert Groote, người sáng lập của Hà Lan của các anh em của cuộc sống thường gặp (mất 1384)
- 30 tháng 11 - John , Công tước của Berry, con trai của John II của Pháp (mất 1416)
- Ngày chưa biết:
  - VII Enguerrand, Chúa của Coucy (mất 1397)
  - John của Nepomuk, thánh của Bohemia (mất 1393)
  - Narayana Pandit, nhà toán học (mất 1400)
- Có thể xảy ra:
  - Margaret Drummond, nữ hoàng Scotland (mất 1375)
  - Haakon VI của Na Uy (mất 1380)
  - Robert III của Scotland (mất 1406)
  - Filips van Artevelde, Flemish yêu nước (mất 1382)

## Mất
Trần Khánh Dư Phó đô tướng Nhà Trần tiêu diệt đoàn Thuyền Lương của Trương Văn Hổ của  Nhà Nguyên